# Odense KFUM
Der Odense Kristelig Forening for Unge Mænd Boldklub (deutsch: Odenser Christlicher Verein Junger Menschen Ballverein; kurz: Odense KFUM) ist ein dänischer Fußballverein aus Odense. Er ist im Westen der Stadt beheimatet und hatte seine Blütezeit in den 1960er Jahren, als die Mannschaft sieben Spielzeiten in der zweiten Liga spielte und einmal das Pokalfinale erreichte.

## Geschichte
Nachdem der KFUM vorwiegend auf regionaler Ebene gespielt hatte, gelang 1960 der erstmalige Aufstieg in die zweite dänische Liga. 1963 beteiligte sich der Klub an der Odense Stævnet zur Teilnahme am Messestädte-Pokal 1962/63. Das Jahr 1964 war das Erfolgreichste der Vereinsgeschichte, als der KFUM die Liga auf dem dritten Platz abschloss und das Finale um den dänischen Fußballpokal erreichte, welches mit 1:2 gegen Esbjerg fB verloren wurde. Bei der Fußball-Europameisterschaft 1964 stand mit Helge Jørgensen ein KFUM-Spieler im dänischen Kader.
1967 stieg der KFUM wieder aus der 2. Division ab.
In den folgenden Jahren kam der Klub nicht mehr über die 3. Division hinaus. Seit 1990 spielt KFUM in Spielklassen unterhalb der 3. Liga.

## Erfolge
- Dänischer Fußballpokal: Finalist 1964